# Cas Concos des Cavaller
Cas Concos des Cavaller és una entitat de població del municipi de Felanitx (Mallorca) situat a 5 km de la vila de Felanitx. Els habitants s'anomenen concarrins.
Té els orígens en una propietat del segle xvi de la família Obrador, de malnom «Conco», de la qual prové el nom.
El 1722 es construí una capella a la possessió des Concos, i el 1747 fou convertida en pública perquè hi anassin els habitants de la contrada; entorn d'aquesta esgleieta sorgiria el nucli de Cas Concos. El 1813 es beneí un nou temple sota l'advocació de la Immaculada Concepció. La població anà en augment, i arribaren nous serveis: el temple fou erigit en vicaria el 1867, el 1883 es creà un nou pla d'urbanització, traçat per Pere d'Alcàntara Penya i Nicolau, i el 1893 s'establiren les monges de la Caritat en un petit convent. Més endavant, el 1934 el temple fou erigit en parròquia, i el 1943 el bisbe Miralles beneí un nou temple, que presenta l'aspecte actual. Malgrat que està dedicat a la Immaculada Concepció, el patró de Cas Concos és sant Nicolau de Tolentí, i les festes se celebren per la seva onomàstica, dia 10 de setembre.
Durant la Segona República, el batle de Felanitx, Pere Oliver i Domenge, promogué la creació de diverses escoles rurals, entre les quals una a Cas Concos, inaugurada el 1934. La dècada de 1970, la nova llei educativa, que suprimí la major part d'escoles rurals, no afectà la de Cas Concos, atès que la població era prou gran per justificar el seu manteniment. Actualment rep el nom de CEIP Migjorn, i ha estat ampliada en diverses ocasions.